# 五脉山黧豆
五脉山黧豆（学名：Lathyrus quinquenervius）是一种豆科植物。这种植物在中国主要分布在北部各省区；此外，主要分布在朝鲜、日本、俄罗斯的外贝加尔和远东等地区。